# Test of Time Records
Test of Time Records is een platenlabel voor jazz. Het is een sublabel van het in New York gevestigde 441 Records, een label dat jazz, blues en elektronische muziek uitbrengt. 
Test of Time Records brengt oud werk opnieuw uit. Op het label verschenen platen van Art Farmer, The Great Jazz Trio, Al Haig, Andrew Hill, Hank Jones, Sheila Jordan, Junior Mance, Jackie McLean, The Three en Sadao Watanabe.